# Okręty desantowe typu Tarawa
Okręty desantowe typu Tarawa – seria pięciu amerykańskich okrętów desantowych wprowadzanych do służby w US Navy od 1976. Obecnie żaden z nich nie pozostaje w czynnej służbie. Typ okrętów otrzymał imię Tarawa w celu upamiętnienia desantu US Marines na Wyspach Gilberta. Zastąpione przez okręty desantowe typu America.

## Historia
Prace projektowe nad okrętami desantowymi typu Tarawa rozpoczęły się w połowie lat 60. Planowane jednostki miały być największymi dotychczas zbudowanymi okrętami tego typu, uzupełniając w służbie jednostki typu Iwo Jima. Okręty typu Tarawa reprezentowały nowe podejście do przeprowadzania operacji desantowych przez US Marines. Większy nacisk położono w ich przypadku na możliwość dostarczenia wojsk na atakowany teren za pomocą różnych środków transportu: śmigłowców, barek desantowych i amfibii.
W 1968 podpisano kontrakt ze stocznią Ingalls Shipbuilding, leżącą w stanie Missisipi, na zbudowanie serii składającej się z 5 jednostek. Okręty miały być budowane w technologii modułowej, a koszt jednego okrętu miał wynosić około 160 milionów dolarów. Opóźnienia w budowie i wysoka inflacja sprawiły, że koszt jednej jednostki wzrósł do około 300 milionów dolarów.
Stępkę pod pierwszą jednostkę serii USS „Tarawa” położono w 15 listopada 1971. Wodowanie okrętu miało miejsce 1 grudnia 1973, a oddanie do służby 29 maja 1976.
Początkowo planowano ze każdy z okrętów będzie znajdował się w służbie około 35 lat jednak cięcia budżetowe sprawiły, że pierwsza jednostka została wycofana ze służby już w 2005.
Wycofanie i przekazanie do rezerwy ostatniego okrętu tej klasy nastąpił 31 marca 2015 (USS „Peleliu”), został on zastąpiony zwodowaną 4 czerwca 2012 jednostką klasy USS „America”.

## Zbudowane okręty
- USS „Tarawa” (LHA-1) w służbie od 29 maja 1976 do 31 marca 2009
- USS „Saipan” (LHA-2) w służbie od 15 października 1977 do 25 kwietnia 2007
- USS „Belleau Wood” (LHA-3) w służbie od 23 września 1978 do 28 października 2005
- USS „Nassau” (LHA-4) w służbie od 29 lipca 1979 do 31 marca 2011
- USS „Peleliu” (LHA-5) w służbie od 3 maja 1980 do 31 marca 2015